# Rundbladnäsor
Rundbladnäsor (Hipposideridae) är en familj i ordningen fladdermöss som förekommer med många arter i gamla världen.

## Utseende
Kännetecknande är näsans form som påminner om ett eller flera runda blad kring en hästskoformig nässkiljevägg (rhinarium). Pälsens färg varierar mycket mellan arterna och kan vara allt från vitaktig över gul och rödaktig till mörk gråbrun. Familjen skiljer sig även från andra fladdermöss genom skallen och kindtändernas konstruktion. Tandformeln är I1/2 C1/1 P1–2/2–3 M3/3, alltså 28 till 30 tänder. Rundbladnäsor saknar dessutom en tragus, en broskfylld flik vid örats öppning. Rundbladnäsor påminner mycket om hästskonäsor och de har tidigare förenats i en enda familj. Differenser finns bland annat i fötternas uppbyggnad. Antalet ben i varje tå är två för rundbladnäsor och tre för hästskonäsor (undantaget stortån med två ben). Hos rundbladnäsor kan antalet premolarer i varje halva av underkäken vara tre medan hästskonäsor alltid har två.
Dessa fladdermöss blir 28 till 110 mm långa och svansen blir upp till 60 mm lång, men den saknas hos några arter. Underarmens längd som bestämmer djurens vingspann ligger mellan 30 och 110 mm. Öronens längd är inte enhetlig, det finns arter som har stora öron och andra arter som har små öron i jämförelse till övriga kroppen.

## Utbredning och habitat
Utbredningsområdet sträcker sig från Afrika över södra Asien och de sydostasiatiska öarna till Australien och Salomonöarna. Rundbladnäsor lever i många olika habitat och kan hittas i torra områden som öknar eller i våta regioner som regnskogar och mangrove. Viloplatserna ligger för vissa arter i mörka grottor och för andra arter i träd eller buskar.

## Ekologi
Arterna är nästan uteslutande aktiva på natten och vilar på dagen i grottor, bergssprickor, trädens håligheter eller byggnader. Vid viloplatsen kan de hittas ensamma eller i mindre eller större flockar som ibland kan bestå av fler än tusen individer. I en grotta i Gabon observerades en koloni av Hipposideros caffer med över 500 000 djur. Rundbladnäsor rör inte varandra när de vilar, det finns alltid lite avstånd mellan individerna. De rullar vanligen sina vingar kring kroppen när de sover.
Ibland delar rundbladnäsor sina viloplatser med andra fladdermöss, till exempel med storöronfladdermöss av släktet Macroderma eller med Kuhls fladdermus (Pipistrellus kuhlii). Några arter håller vinterdvala.

### Föda
För många arter är det oklart vad de äter. De andra arterna livnär sig främst av insekter och deras larver som hittas med hjälp av ekolokalisering. I viss mån äter rundbladnäsor även frukter. För att hitta sin föda stannar individen vanligen i ett revir. Det observerades att flera arter flyger tillbaka till viloplatsen innan de äter. Med klyvande rörelser av sina käkar avlägsnar de insekternas skal.

### Fortplantning
Även fortplantningssättet är bara känt för några få arter och det är oklart om det registrerade beteendet gäller för hela familjen. Hos arter som vilar i stora kolonier bildar oftast några individer små grupper som har en närmare relation med varandra. Dessa små flockar bildas ibland av en hanne och några honor eller av endast honor. De parar sig oftast under hösten. Hos vissa arter har hannar en påse med ett vaxliknande, doftande ämne vid nosen som troligen är viktig under parningstiden. Ägget befruktas hos vissa arter först vid slutet av vintern så att ungdjuret föds under våren.
Dräktigheten varar mellan 90 och 220 dagar vaefter honan vanligtvis föder en enda unge. Hur länge ungen dias och när den blir könsmogen beror på utbredningsområdet. Oftast blir ungar tidigare könsmogna i kyliga regioner. Innan ungen kan flyga håller den sig fast i moderns päls.
Livslängden kan nå upp till 10 år.

### Naturliga fiender
På grund av rundbladnäsornas flygförmåga och deras gömda viloplatser har de inte så många naturliga fiender. De dödas ibland av rovfåglar och ugglor. Ormar och rovpungdjur (i Australien) uppsöker ibland grottor och tar några fladdermöss som byte.

## Systematik
Familjens släkten listades tidigare ofta som underfamilj till familjen hästskonäsor (Rhinolophidae) men idag betraktas de av de flesta zoologer som en självständig familj. Det antas trots allt att rundbladnäsor är de närmaste släktingarna till hästskonäsor inom överfamiljen Rhinolophoidea.
Enligt Wilson & Reeder (2005) utgörs familjen av 9 nulevande släkten. Det största antalet arter finns med omkring 70 i släktet Hipposideros. Påträffade fossil visade att familjen under mellersta eocen även förekom i Europa. En studie av Malcolm C. McKenna & Susan K. Bell från 1997 fördelade de nio släkten på tre tribus, varav två har undertribus. Denna indelning blev däremot ifrågasatt och övertogs inte i standardverket från 2005.  Andra klassifikationer inom familjen föreslogs dessutom av Hand & Kirsch (2003) samt av Benda & Vallo (2009).
Familjens levande släkten är:
- Anthops (en art; på Salomonöarna)
- Asellia (två arter; Afrika och sydvästra Asien; fossil från miocen hittades i Europa)
- Aselliscus (två arter; sydöstra Asien och Melanesien)
- Cloeotis (en art; Afrika)
- Coelops (minst två arter; sydöstra Asien; fossil från miocen hittades i Afrika)
- Hipposideros (omkring 70 arter; Afrika, södra Eurasien, Australien; det äldsta europeiska fossilet är från eocen)
- Paracoelops (en art; Vietnam)
- Paratriaenops (två eller tre arter, Madagaskar och Seychellerna)[10]
- Rhinonicteris (en levande art; Australien; det äldsta fossilet är från miocen)
- Triaenops (fyra arter; Afrika och sydvästra Asien)

## Rundbladnäsor och människor
På grund av fladdermössens nattaktiva levnadssätt har människor inte så mycket kontakt med dem. Rundbladnäsor anses ofta som nyttiga då de äter insekter som kan skada odlade växter. Å andra sidan kan fladdermössen överföra smittosamma sjukdomar som rabies. Flockar som vilar i byggnader kan förorena husen med sin avföring. Dock används den kväverika avföringen ibland som gödsel.
Hotet mot rundbladnäsor består främst i skogsavverkningar och ibland förstörelse av lämpliga viloplatser. 2011 var 5 arter listade av IUCN som starkt hotade (EN) eller akut hotade (CR). För cirka 20 arter saknas data för att avgöra deras hotstatus och de listas därför som kunskapsbrist (DD).